# España cañí
España cañí (España gitana) es un pasodoble compuesto por Pascual Marquina Narro (1873-1948) en 1923. Marquina se lo dedicó a su querido amigo y patronista de Almansa (Albacete) José López de la Osa.
Las primeras grabaciones fueron realizadas por la Banda del Regimiento de Ingenieros de Madrid y publicadas por los sellos Odeon y Regal Zonophone Records en 1926. Al año siguiente también la Banda Regal y la Banda del Regimiento de Badajoz N.º 73 grabaron el famoso pasodoble. De 1928 es la versión (palillos y taconeo) de Encarnación López Júlvez, conocida como La Argentinita (1895-1945). La Rondalla Usandizaga (pulso y púa) la grabó en 1929 para la Victor Recordings. En 1931, de la casa Odeón, apareció la primera versión con letra, compuesta por Alfredo Corral Moraleda y cantada por Marcos Redondo, acompañado por la Banda Odeón dirigida por el Maestro Antonio Capdevila.

Letra del pasodoble 
(versión de 1931)
Siempre fue cañí, poesía en flor,
esta España de mujeres bellas
con fuego en los ojos
que enciende pasión.
En el Albaicín gitano,
que es un derroche de luz,
son las zambras de las cuevas,
un místico cuadro andaluz.
El calé y la bailaora
y el mocito cantaor
dan a la fiesta andaluza
mayestático fulgor.
Fiesta gitana,
gentil cuadro de España... cañí.
Admirando a to' lo gitano
en sus cuadros sin igual,
Julio Romero evoca
el ambiente y el cantar.
Es de España Andalucía
un crisol de oro y un lindo vergel
donde palpita la vida
de ese pueblo hispano que nos vio nacer.
Ésta es mi España, la tierra más bravía.
¡España cañí!

Versión de 1982, cantada por Manolo Escobar
Oye mi cantar.
Para ti lo eché a volar.
Para ti, España bajo el sol andaluz,
cuna de la raza cañí,
donde hay que beber pa olvidar
y ser feliz.
Soy gitano de Graná,
nacío en el Albaicín,
un barrio popular,
tan blanco lo mismo que un jazmín.
Yo camelo a una mujer,
gitana también igual que yo.
Hermosa pa el querer,
morena de piel y de color.
Distingo el paladar
del vino de Jerez,
las palmas a compás,
el toro de Mirabrás,
y el cante de un calé
por zambra y soleá.
Tú no sabes lo que te quiero,
España del alma mía.
Si me apartan de ti me muero,
pues vivo de tu alegría.
Soy cañí porque así me hizo Dios.
Mi rubí es la luz de mi amor.
Ay que sí, mira, mira, mírame.
Yo por tus ojitos no sé lo que hacer.
Tiene mi reina labios de coral
que de noche y día quisiera besar.